# 5520 Natori
Az 5520 Natori (ideiglenes jelöléssel 1990 RB) a Naprendszer kisbolygóövében található aszteroida. Urata Takesi fedezte fel 1990. szeptember 12-én. Nevét Natori Akira japán csillagász után kapta.